# Franco Cosimo Panini

Franco Cosimo Panini-Logo

Franco Cosimo Panini (* 8. Oktober 1931 in Pozza di Maranello; † 30. März 2007 in Modena) war ein italienischer Unternehmer und Verleger, der durch die Erfindung der Panini-Sammelbilder weltweit bekannt wurde.
Im Jahre 1961 wurde in Italien die erste Sammelreihe mit den Panini-Sammelbildern für die italienische Serie A herausgegeben. Diese hatte er zusammen mit seinen Brüdern Giuseppe (†), Umberto († 2013) und Benito (†) entwickelt. 1970 erschien das erste Panini-Sammelalbum für eine Fußball-Weltmeisterschaft und 1974 erschien das erste Panini-Album in Deutschland ebenfalls zur Fußballweltmeisterschaft.
Der weltweite Erfolg führte dazu, dass neben Fußball auch weitere Gebiete für die Sammelbilder erschlossen wurden. Neben weiteren Sportarten kamen auch der Bereich Comic und Musik hinzu.
Panini arbeitete als Verleger und schrieb u. a. eine Enzyklopädie über die Panini-Sammelbilder. Zum Zeitpunkt seines Todes war er Italiens viertgrößter Comicverleger und verlegte außerdem Kinder- und Jugendbücher. Er baute die Panini-Gruppe mit weltweit ca. 580 Mitarbeitern auf, die ihren Sitz in Modena, Italien hat und einen Umsatz von 400 Millionen Euro macht.
Er starb im Alter von 76 Jahren an einem Krebsleiden.